# Viejo Celilac
Viejo Celilac fue un pueblo y municipio colonial en el departamento de Santa Bárbara en lo que es hoy en la república de Honduras, Centroamérica. 

## Etimología
Celilac es un término náhuatl y según el investigador Membreño, significa “agua de los caracolillos”, se compone de cillin: caracolillo y atl: agua.

## Historia
El poblado de Celilac fue fundado bajo la autorización del gobierno de la Capitanía General de Guatemala durante el siglo XVII, tras ello fue edificada una iglesia, un cabildo y varias casas, la iglesia sigue en pie hasta el día de hoy en ruinas. En el primer recuento de 1791, realizado por Fray Fernando de Cadiñanos se le menciona raramente, pero ya como San Pedro de Celilac. Se desconoce mucha información del pueblo pero se sabe que la población vivía principalmente de la agricultura y había bastante ganadería. A partir del siglo XIX el pueblo empezó a ser poco a poco abandonado tras una epidemia de cólera en 1835 por el consumo del agua del Río Jicatuyo. 
Dicha epidemia obligó a varios habitantes del pueblo a dejar sus casas prácticamente inmediato dejando hoy restos arqueológicos de utensilios domésticos de la época, como platos, herramientas de trabajo, objetos personales etc. El proceso de desalojamiento fue entre los años de 1835 y 1836 y no fue nada planificado ni progresivo. También las fuertes lluvias características de la zona destruyen varias casas dejando a varios residentes sin hogar. Los sobrevivientes se mudaron a la comunidad de Tuliapa. Para mediados del siglo XIX el pueblo quedó en abandono.

## La iglesia
La parroquia de San pedro de Celilac fue construida a inicios del siglo XVIII, cuenta con una arquitectura barroca. Poseía retablos con figuras de ángeles y Santos en su frontispicio. Un techo de madera, y en su interior un retablo bañado en oro traído desde España, también poseía una pila de bautismo, dos campanas y varias piezas de plata. Tras el abandono la iglesia fue saqueada por varios pobladores de otros pueblos y con el paso de las décadas el techo y parte de la estructura se derrumbó. Actualmente la fachada y algunas pocas partes de la estructura siguen en pie siendo una atracción turística.